# ラ・ルヴュ・デュ・シネマ
『ラ・ルヴュ・デュ・シネマ』（仏語：La Revue du cinéma、1928年 - 1931年/1946年 - 1950年）は、かつて存在したフランスの映画雑誌。ヌーヴェルヴァーグを生んだ雑誌『カイエ・デュ・シネマ』の前身となった雑誌として知られる。

## 略歴・概要
- 1928年、21歳の青年ジャン＝ジョルジュ・オリオールによりパリで創刊。
- 1931年、いったん廃刊する。オリオールは脚本家の道を歩む。
- 1946年10月、第二次世界大戦後、オリオールが当時26歳のジャック・ドニオル＝ヴァルクローズとともに復刊に尽力、新創刊する（第二期創刊）。ドニオル＝ヴァルクローズが翌1947年編集長に就任（1947年 - 1949年）。当時、『レクラン・フランセ』誌が多くの映画人の協力を得て、絶大なる地位を築いていたことから、それに対抗する雑誌を目指そうというのが、この第二期創刊の目的であった。
- 1950年4月2日、オリオールが交通事故で死去（43歳）、それとともに廃刊となる。
- ドニオル＝ヴァルクローズはオリオールの遺志を継ぎ、アンドレ・バザンとともに第三期の復刊をめざすが、版元から『ラ・ルヴュ・デュ・シネマ』の名称を使用する許諾を得られず、翌1951年4月『カイエ・デュ・シネマ』創刊という形に結実する。ここにはエリック・ロメールが編集し圧倒的に若い執筆陣を抱えた『ラ・ガゼット・デュ・シネマ』（1950年5月 - 11月）も合流し、当時のパリのシネフィルの大同団結となった。

## 主なメンバー
- 編集：ジャン＝ジョルジュ・オリオール、ジャック・ドニオル＝ヴァルクローズ、ドゥニーズ・テュアル、ジャック・ブルジョア
- 執筆：オリオール、ドニオル＝ヴァルクローズ、ブルジョア、ジョルジュ・サドゥール、アンドレ・バザン（アマブル・ジェイムソン名義）、ニノ・フランク、ロッテ・アイスナー、エリック・ロメール（モーリス・シェレール名義）、ピエール・カスト、ジャン・グレミヨンほか